# Glaciologija
Glaciologija (iz   glacies 'mraz, led', in   λόγος (logos) 'predmet'; dob. »študija ledu«) je znanstvena veda o ledenikih ali, bolj splošno, o ledu in naravnih pojavih, ki vključujejo led.
Glaciologija je interdisciplinarna veda o Zemlji, ki združuje geofiziko, geologijo, fizično geografijo, geomorfologijo, klimatologijo, meteorologijo, hidrologijo, biologijo in ekologijo. Vpliv ledenikov na ljudi vključuje področja človeške geografije in antropologije. Odkritja vodnega ledu na Luni, Marsu, Evropi in Plutonu dodajo nezemeljsko komponento področju, ki se imenuje astroglaciologija.

## Pregled
Ledenik je razširjena gmota ledu, ki nastane zaradi padanja in kopičenja snega v daljšem časovnem obdobju; ledeniki se premikajo zelo počasi, bodisi se spuščajo z visokih gora, kot pri dolinskih ledenikih, bodisi se premikajo navzven od središč akumulacije, kot pri celinskih ledenikih.
Področja študija znotraj glaciologije vključujejo ledeniško zgodovino in rekonstrukcijo pretekle poledenitve. Glaciolog je oseba, ki preučuje ledenike. Ledeniški geolog proučuje ledeniške usedline in ledeniške erozivne značilnosti pokrajine. Glaciologija in ledeniška geologija sta ključni področji polarnih raziskav.

## Vrste
Ledenike je mogoče prepoznati po njihovi geometriji in odnosu do okoliške topografije. Obstajata dve splošni kategoriji poledenitve, ki ju glaciologi razlikujejo: alpska poledenitev, akumulacije ali 'reke ledu', omejene na doline; in celinsko poledenitev, neomejene akumulacije, ki so nekoč pokrivale velik del severnih celin.
- Alpsko – led teče po dolinah goratih območij in tvori ledeni jezik, ki se pomika proti nižinam. Alpski ledeniki naredijo topografijo bolj razgibano z dodajanjem in izboljšanjem obsega obstoječih značilnosti. Različne značilnosti vključujejo velike grape, imenovane krnice in arêtes (skalni greben), ki so grebeni, kjer se stikata robovi dveh krnic.
- Celinska – ledena plošča, ki jo danes najdemo le v visokih zemljepisnih širinah (Grenlandija/Antarktika), na tisoče kvadratnih kilometrov površine in na tisoče metrov debela. Te po navadi zgladijo pokrajino.

## Območja ledenikov
Območje kopičenja – kjer je nastajanje ledu hitrejše od njegovega odstranjevanja.
Območje ablacije (ali izgube) – ko je vsota taljenja, cepitve ledenika in izhlapevanja (sublimacije) večja od količine snega, dodanega vsako leto.

## Ravnotežna črta ledenika in ELA
Ravnotežna črta ledenika je črta, ki ločuje območje akumulacije ledenika zgoraj od območja ablacije spodaj. Nadmorska višina ravnotežne črte (ELA) in njeno spreminjanje skozi leta je ključni pokazatelj zdravja ledenika. Dolgoročno spremljanje ELA se lahko uporablja kot pokazatelj podnebnih sprememb.

## Premikanje
Ko ledenik doživlja akumulacijski vnos s padavinami (sneg ali zamrznjen dež), ki presega izhod zaradi ablacije, kaže ledenik pozitivno masno bilanco in bo napredoval. Nasprotno pa, če izguba prostornine (zaradi izhlapevanja, sublimacije, taljenja in cepljenja) presega akumulacijo, kaže ledenik negativno masno bilanco in ledenik se bo stopil nazaj. V času, ko je količina ledu, ki jo v ledenik vnesejo padavine, enaka količini ledu, ki se izgubi zaradi telitve, izhlapevanja in taljenja, je ledenik v stabilnem stanju.
Nekateri ledeniki kažejo obdobja, v katerih ledenik napreduje z izjemno hitrostjo, ki je običajno 100-krat hitrejša od tistega, kar velja za normalno, to se imenuje naraščajoči ledenik. Obdobja prenapetosti se lahko pojavijo v intervalih od 10 do 15 let, npr. na Svalbardu. To je predvsem posledica dolgotrajne akumulacijske dobe na subpolarnih ledenikih, ki so na območju akumulacije zamrznjeni k tlom. Ko se napetost zaradi dodatne prostornine v akumulacijskem območju poveča, je lahko doseženo tališče ledu na njegovem dnu, bazalni ledeniški led se bo stopil in ledenik se bo dvignil na plast staljene vode.

### Stopnja gibanja
Gibanje ledenikov je običajno počasno. Njegova hitrost se giblje od nekaj centimetrov do nekaj metrov na dan. Hitrost gibanja je odvisna od spodaj navedenih dejavnikov:
- Temperatura ledu. Polarni ledenik kaže hladen led s temperaturami precej pod zmrziščem od površine do dna. Primrznjen je do postelje. Zmerni ledenik ima temperaturo tališča vse leto, od površine do dna. To omogoča, da ledenik drsi po tanki plasti staljene vode. Večina ledenikov v alpskih regijah je zmernih ledenikov.
- Gradient naklona
- Debelina ledenika[3]
- Podledeniška vodna dinamika